# الحروب البلغارية الصربية (العصور الوسطى)
الحروب البلغارية الصربية سلسلة من الصراعات بين الإمبراطورية البلغارية والدول الصربية في العصور الوسطى بين القرنين التاسع والرابع عشر في غرب البلقان. دارت الحرب الأخيرة عام 1330 وانتهت بمعركة فيلبزد التي حقق فيها الصرب نصرًا حاسمًا وكبيرًا.
قبل القرن الثاني عشر اعتمدت الدول الصربية وتأثرت بشدة بالإمبراطوريتين البلغارية والبيزنطية المهيمنة على البلقان. سعى حكام هذين البلدين للسيطرة على الأمراء الصرب لاستخدامهم كحلفاء في الحروب البيزنطية البلغارية. وقعت الحرب الأولى بين البلغار والصرب في عهد خان بريسيان بين عامي 839 و842، والتي عجلتها الدبلوماسية البيزنطية. لاحقُا وبعد سلسلة من الحملات، دمر الإمبراطور البلغاري سيميون الأول الدولة الصربية عام 924. منح الإمبراطور البلغاري بيتر الأول الاستقلال الرسمي لصربيا عام 931 وعين ربيبه زيسلافوس كلونيميروفيتش حاكمًا لها. ولكنها خضعت مرة أخرى للإمبراطور صامويل في عام 998.
في القرن الثالث عشر، حارب ستيفان دراغوتين وشقيقه ستيفان ميلوتين حكام بلغراد، وبرانيتشيفو، ودرمان، وكوديلين وتمكنوا من إلحاق الهزيمة بهم. في عام 1327 وقّع أباطرة بلغاريا وبيزنطة تحالفًا مناهضًا للصرب لوقف القوة المتزايدة لصربيا، ولكن في عام 1330 هزم الإمبراطور البلغاري مايكل الثالث شيشمان على يد ستيفان ديكانسكي في معركة فيلبزد.

## حروب القرن التاسع

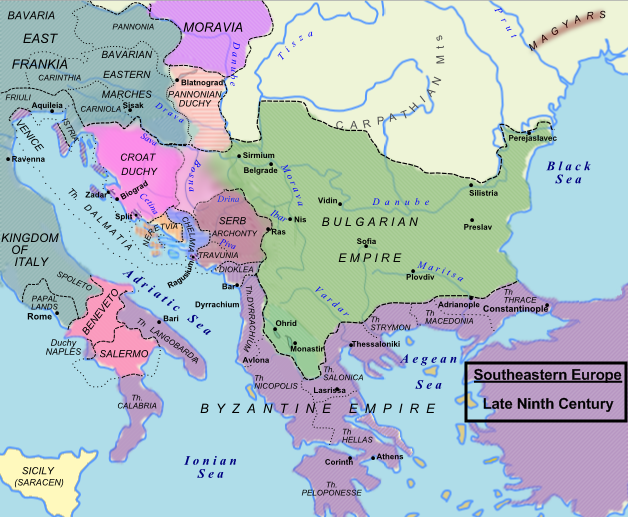
البلقان، القرن التاسع

وفقًا للمصادر البيزنطية، تعايش البلغار والصرب بسلام قبل القرن التاسع. في عام 818 تمردت القبائل السلافية على طول نهر تيموك ضد السيادة البلغارية المركزية المتزايدة على طول حدودها الغربية. شن خان أوميرتاغ هجومًا على الأراضي المتنازع عليها في عام 827، وضمن السيطرة على هذه الأراضي حتى بانونيا، وطرد الزعماء السلافيين المحليين، ونصب حكامًا بلغاريين. بدأت القبائل الصربية التوحد تحت قيادة أمير يُدعى فلاستيمير لمقاومة التوسع البلغاري، ودعم الإمبراطور البيزنطي ثيوفيلوس، الذي كان رسميًا الملك الأعلى للقبائل الصربية، هذه الوحدة وربما منح الصرب الاستقلال كثقل موازن للبلغار.
وفقًا لبورفروجنيتوس، سعى البلغار لمواصلة غزو أراضي السلاف وإرغام الصرب على الخضوع. شن البلغاري خان بريسيان الأول (حكم 836-852) غزوًا على الأراضي الصربية عام 839، فأفضى ذلك إلى ثلاث سنوات من الحرب. هُزم بريسيان هزيمةً نكراء، وخسر جزءًا كبيرًا من جيشه، ولم يحقق أي مكاسب إقليمية. لكن البيزنطيين حققوا مرادهم، فحولوا الانتباه البلغاري، وتمكن البيزنطيون من التعامل مع الثورات السلافية في بيلوبونيز. يشير المؤرخ فاين إلى مثال آخر عندما اختير الغزو البلغاري ليتزامن مع الانشغال البيزنطي بالانتفاضات السلافية. «اندلع أشهرها بين السلاف في البيلوبونيز في عهد ثيوفيلوس (829-42). حرروا أنفسهم ودمروا المنطقة قبل أن يسيطر عليهم القائد البيزنطي». انتهت الحرب بموت ثيوفيلوس عام 842، وتحرر فلاستيمير من التزاماته تجاه الإمبراطور ومنح البلغار فرصة لمهاجمة الإمبراطورية البيزنطية وضم منطقة أوخريد، وبيتولا، وديفول في 842-843.
توفي فلاستيمير نحو عام 850، وقُسمت دولته بين أبنائه موتيمير، وستروجيمير، وغوجنيك. في عام 853 أو 854، أرسل الحاكم البلغاري الجديد بوريس الأول جيشًا بقيادة ابنه فلاديمير لمهاجمة الصرب بهدف السيطرة عليهم بدلًا من النفوذ البيزنطي. هَزَم الجيش الصربي بقيادة موتيمير وإخوته البلغار، وأسروا فلاديمير واثني عشر من البويار، فكان لا بد من افتدائهم. وافق بوريس الأول وموتيمير على السلام (وربما التحالف). أرسل موتيمير ولديه بريفيزلافوس وستيفان لمرافقة السجناء إلى الحدود، وهناك تبادلوا الأشياء كعلامة على السلام. أعطاهم بوريس نفسه «هدايا غالية»، وتلقى في المقابل «عبدين، وصقرين، وكلبين، و80 فراءً».
سرعان ما استولى موتيمير على العرش الصربي ونفى إخوته إلى البلاط البلغاري، وحكم حتى وفاته نحو عام 890. تلا ذلك صراع على السلطة داخل الأسرة الحاكمة قبل ظهور بيتر ابن أخت موتيمير الذي استولى على العرش في عام 892، وحصل على اعتراف الخان البلغاري، سيميون. وأسفر ذلك عن عشرين عامًا من السلام داخل صربيا وتحالف صربي بلغاري منذ 897 وحتى 917.

## حملات سيميون الأول

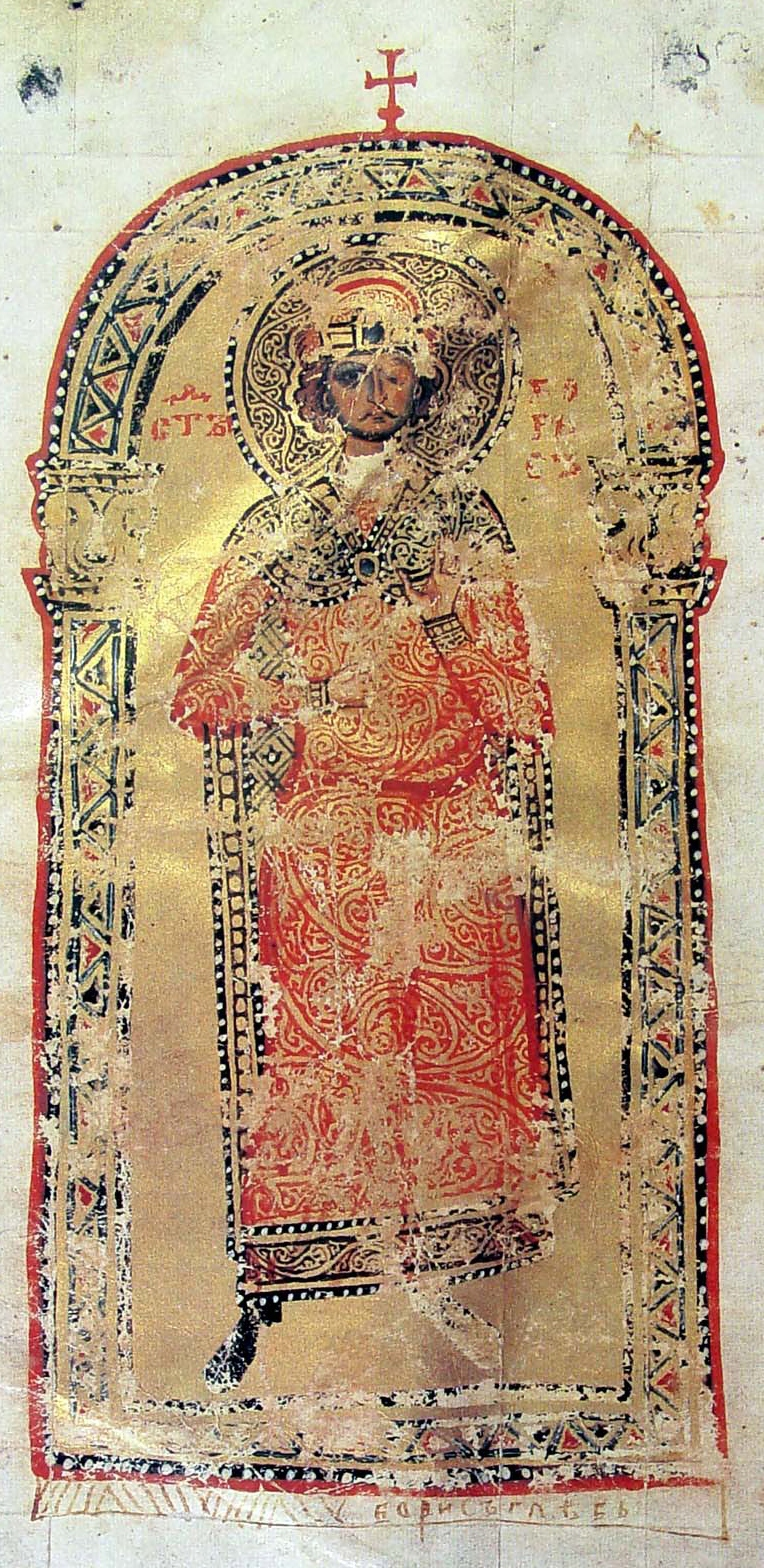
بوريس الأول ملك بلغاريا

خلال نصف القرن التالي بعد حملة بوريس الأول، كان كلا البلدين في سلام، وكان الصرب ينظرون إلى بلغاريا باعتبارها مصدرًا لثقافتهم. في عام 917 تمكن البيزنطيون من رشوة الأمير الصربي بيتر غوجنكوفيتش للانقلاب على حليفه سيميون الأول. بعد القضاء على الجيش البيزنطي في معركة أخيلوس في 20 أغسطس من ذلك العام، اضطر الإمبراطور البلغاري إلى تأخير مسيرته إلى القسطنطينية لتأمين حدوده الغربية. في خريف عام 917 أرسل سيميون جيشًا بقيادة الجنرالين ثيودور سيغريتسا ومارمايس لغزو صربيا ومعاقبة غوجنكوفيتش على خيانته. وأقنعوا بيتر غوجنكوفيتش بمقابلتهم، ولكن عندما جاء الأمير الصربي قبضوا عليه واقتادوه إلى بريسلاف حيث توفي في السجن. نصب البلغار مكانه ابن عم بيتر بافل برانوفيتش، الذي كان تحت جناح سيميون.
في عام 921 سيطر البلغار على كل ممتلكات بيزنطية في البلقان، وحاول الأخير مرة أخرى قلب الصرب ضد بلغاريا. أرسل رومانوس ليكابينوس الأمير الصربي زاهاريجي بريبيسافليفيتش ضد بافل، الذي كان مواليًا لسيميون، لكن زاهاريجي هُزم وأرسل إلى بلغاريا، لاستخدامه ضد بافل في حال تمرد هذا الأخير. ومع ذلك، تمكن البيزنطيون من رشوة بافل، وبينما كان البلغار يحاصرون أدريانوبل، بدأ الصرب الأعمال العدائية ضد بلغاريا. هذه المرة هزمهم سيميون بسهولة وأرسل زاهاريجي مع الجيش البلغاري إلى صربيا. هُزِم بافل، وأخذ زاهاريجي عرشه. أرجع زلاتارسكي تاريخ تلك الحملة إلى 922، في حين أن فاين يشير إلى أنها وقعت في الفترة بين 921 و923.
غير أن المؤرخين البيزنطيين كتبوا أنه بعد أن «تذكر زاهاريجي إحسان الإمبراطور البيزنطي، تمرد على الفور ضد البلغار لأنه لم يرغب في الخضوع لهم بل فضل أن يكون من رعايا الإمبراطور البيزنطي». عاش زاهاريجي في القسطنطينية لفترة طويلة، لذلك لم يكن من الصعب على البيزنطيين الفوز به كحليف. غضبًا من خيانته، في عام 924 أرسل سيميون جيشًا بقيادة تيودور سيغريتسا ومارمايس لسحق الصرب، لكن البلغار لم يكن عددهم كافيًا. تعرضوا لكمين وهزموا، وأرسِل رؤساء قادتهم إلى القسطنطينية. نتيجة غضبه، تظاهر سيميون بأنه مستعد لإبرام سلام مع الإمبراطورية البيزنطية وفي هذه الأثناء استدعى جيشًا كبيرًا ضد الصرب تحت قيادة الجنرالات كنين وإمنيك وإيتسفوكليوس جنبًا إلى جنب مع المُطالب الجديد بالعرش الصربي زيسلافوس كلونيميروفيتش. عندما وصلت أخبار هذه الاستعدادات إلى زاهاريجي، فر على الفور إلى كرواتيا. ومع ذلك، قرر البلغار هذه المرة احتلال الإمارة الصربية بالكامل. اقتنع النبلاء الصرب بمقابلة زيسلافوس وجرى أسرهم ونقلهم إلى بريسلاف. دمر الجيش البلغاري صربيا وانتقل السكان إلى بلغاريا بينما هرب البعض إلى كرواتيا وبيزنطة. كانت صربيا ضمن الحدود الإمبراطورية البلغارية لعدة سنوات حتى عام 931 عندما تمكن الأمير زيسلافوس من الهروب من بريسلاف ونظم ثورة ناجحة ضد الإمبراطور الجديد بيتر الأول.

## حملات صامويل
بعد الهزيمة في سبيرشيوس عام 996 ضد البيزنطيين، حول الإمبراطور البلغاري صموئيل انتباهه إلى الإمارات الصربية والكرواتية إلى الشمال الغربي حيث كان النفوذ البيزنطي قويًا جدًا. في عام 998 غزا إمارة دوكليا الصربية التي كان يحكمها الأمير جوفان فلاديمير. لم يتمكن الصرب من مقاومة الجيش البلغاري، وفر جوفان فلاديمير مع قومه إلى جبل أوبليكا. عندما وصل صامويل، ترك جزءًا من جيشه لاعتراض الصرب، وحاصر مع بقية قواته قلعة أولسيني الساحلية. ولتجنب المزيد من إراقة الدماء، عرض البلغار السماح لجوفان فلاديمير بالاستسلام؛ رفض بدايةً، ولكن بعد أن تبين أن النبلاء مستعدون لخيانته، استسلم لصامويل. نُفي جوفان فلاديمير إلى قصور صامويل في بريسبا. ثم استولى البلغار على كوتور وانطلقوا إلى دوبروفنيك ودالماسيا.
بينما كان جوفان فلاديمير أسيرًا في بلغاريا، وقعت إحدى بنات صامويل، ثيودورا كوسارا، في حب الأمير الصربي الشاب، ووافق صامويل على زواجهما. سُمح لجوفان فلاديمير بالعودة إلى أراضيه كمسؤول بلغاري، تحت إشراف دراغومير وهو رجل موثوق من الإمبراطور البلغاري. ومع ذلك، في عام 1016 قُتل على يد الإمبراطور البلغاري الجديد إيفان فلاديسلاف الذي كان يشك في أن فلاديمير يمكن أن يكون مرشحًا محتملًا للعرش.